# Choi Kwun-won
Choi Kwun-won (6 juni 1982) is een schaatser uit Zuid-Korea. Choi Kwun-won maakte in 2007 zijn internationale schaatsdebuut.
Afstanden
Bij de Aziatische Winterspelen van 2007 werd hij vierde op de 5000 meter, met minder dan een halve seconde achterstand op de bronzen medaille. Hij nam tweemaal deel aan de WK Afstanden, in 2007 werd hij 22e en in 2009 werd hij 24e op de 5000 meter.
Allround
Choi won de Continentale kampioenschappen (het Aziatische kwalificatietoernooi voor de WK Allround) van 2007 en 2009, op het CK van 2008 werd hij tweede. Hij nam deze jaren daarop ook deel aan het WK Allround, met een 16e plaats in 2007, in Heerenveen, als beste klassering.

## Persoonlijke records
| Afstand      | Tijd      | Datum             | Baan           |
| ------------ | --------- | ----------------- | -------------- |
| 500 meter    | 36,53     | 9 februari 2007   | Heerenveen     |
| 1000 meter   | 1.12,33   | 7 december 2003   | Calgary        |
| 1500 meter   | 1.47,50   | 11 maart 2007     | Salt Lake City |
| 3000 meter   | 3.45,71 * | 30 september 2006 | Calgary        |
| 5000 meter   | 6.30,12   | 30 november 2007  | Salt Lake City |
| 10.000 meter | 13.47,34  | 23 november 2008  | Moskou         |

* = nationaal record

## Resultaten
| Jaar | Aziatische Winterspelen | WK Afstanden | WK Allround | CK Azië |
| ---- | ----------------------- | ------------ | ----------- | ------- |
| 2004 |                         |              |             | 7e      |
| 2005 |                         |              |             |         |
| 2006 |                         |              |             | 7e      |
| 2007 | 4e 5000m                | 22e 5000m    | NC16        | Goud    |
| 2008 |                         |              | NS2         | Zilver  |
| 2009 |                         | 24e 5000m    | NC20        | Goud    |
| 2010 |                         |              |             | *       |

* =  geen eindklassering, schaatste drie van de vier afstanden 

### Medaillespiegel
| Kampioenschap | Goud | Zilver | Brons |
| ------------- | ---- | ------ | ----- |
| CK Azië       | 2    | 1      | 0     |